# Marco Cugno
Marco Cugno  (* 1939 in Avigliana; † 5. Juni 2012 in Turin) war ein italienischer Romanist, Rumänist und Übersetzer.

## Leben
Cugno war von 1965 bis 1969 Lektor für Italienisch an der Universität Bukarest (unter Nina Façon), anschließend Rumänist in Italien. Ab 2000 war er Ordinarius für Rumänisch an der Universität Turin.
Cugno übersetzte aus dem Rumänischen ins Italienische Dichtung und Prosa von Tudor Arghezi, Marin Sorescu, Mircea Eliade, Norman Manea, Lucian Blaga, Paul Goma, Constantin Noica und Ana Blandiana.

## Werke
- (mit Marin Mincu) I canti narrativi romeni. Analisi semiologica, Turin 1977
- (Hrsg. mit Marin Mincu) Poesia romena d'avanguardia. Testi e manifesti da Urmuz a Ion Caraion, Mailand 1980
- (Hrsg. mit Dumitru Loşonţi) Folclore letterario romeno, Turin 1981
- (Hrsg. mit Marin Mincu) Nuovi poeti romeni, Florenz 1986
- (Hrsg. mit Riccardo Busetto) Lucian Blaga, Trilogia della cultura. Lo spazio mioritico, Alessandria 1994
- (Hrsg.) La poesia romena del Novecento, Alessandria 1996, 2008
- Mihai Eminescu. Nel laboratorio di «Luceafărul». Studio e testi, Alessandria 2007